# Hackensack (Nova Jérsia)
Hackensack é uma cidade localizada no estado americano de Nova Jérsia, no Condado de Bergen.

## Demografia
Segundo o censo americano de 2000, a sua população era de 42.677 habitantes.
Em 2006, foi estimada uma população de 43.671, um aumento de 994 (2.3%).

## Geografia
De acordo com o United States Census Bureau tem uma área de
11,2 km², dos quais 10,7 km² cobertos por terra e 0,5 km² cobertos por água. Hackensack localiza-se a aproximadamente 35 m acima do nível do mar.

## Localidades na vizinhança
O diagrama seguinte representa as localidades num raio de 4 km ao redor de Hackensack.